# Maria Crocifissa Curcio
Maria Crocifissa Curcio, S.C.M.S.T.B.G. rodným jménem Rosa Curcio (30. ledna 1877, Ispica – 4. července 1957, Santa Marinella) byla italská římskokatolická řeholnice, zakladatelka a členka kongregace Karmelitánských misijních sester od svaté Terezie od Dítěte Ježíše. Katolická církev ji uctívá jako blahoslavenou.

## Život
Narodila se dne 30. ledna 1877 v Ispice jako sedmé z deseti dětí Salvatora Curcia a Concetty Franzò. Pokřtěna byla v kostele San Bartolomeo den po svém narození. Byla diabetička a trpěla řadou zdravotních problémů s tím souvisejících. Roku 1885 přijala své první svaté přijímání.
Byla známá svou inteligencí a měla krátké vzdělání ve škole, kde však studovala pouhých šest let. Navzdory tomu se vzdělávala četbou široké škály knih ve své rodinné knihovně. Přitahoval ji život sv. Terezie z Lisieux, o kterém četla, a rozhodla pro zasvěcený život.
V roce 1890 vstoupila i přes odpor rodičů do III. karmelitánského řádu v Ispice a stala se v něm terciářkou. Nějakou dobu žila v komunitě podobně smýšlejících sester. Odešla poté za podpory karmelitánského řádu do Modicy, kde se věnovala pomoci chudým a osiřelým dívkám. Sliby složila roku 1895. V roce 1897 byla zvolena převorkou kapituly, kterou byla do roku 1908. I když byla s karmelitánským životem spokojena, toužila být spíše řeholnicí, než laickou terciářkou. Krátce žila u dominikánek, ale rozhodla se zde nezůstat.
V červnu roku 1924 se setkala P. Lorenzem van den Eerenbeemtem, profesorem karmelitánské koleje. Dne 17. května 1925 s ním odcestovala do Říma, aby se zúčastnila svatořečení Terezie z Lisieux. 3. července téhož roku se přestěhovala do Santa Marinella, aby zde pracovala s chudými a strádajícími. Utvořila zde komunitu žen a dívek, které se věnovaly podobným aktivitám. S povolením kardinála Antonia Vica z komunity vytvořila ženskou řeholní kongregaci Karmelitánských misijních sester od svaté Terezie od Dítěte Ježíše, uznanou 16. července 1926. Roku 1930 byly schváleny stanovy nové kongregace a téhož roku v ní složila doživotní řeholní sliby. Stala se generální představenou jí založené kongregace. V prosinci roku 1947 poslala některé sestry do Brazílie, aby zde zřídily řeholní dům a věnovaly se zde poslání své kongregace.
Zemřela dne 4. července 1957 v Santa Marinella, kde jsou také její ostatky v kapli mateřského domu jí založené kongregace uchovávány.

## Úcta
Její beatifikační proces započal dne 3. ledna 1989, čímž obdržela titul služebnice Boží. Dne 20. prosince 2002 ji papež sv. Jan Pavel II. podepsáním dekretu o jejích hrdinských ctnostech prohlásil za ctihodnou. Dne 20. prosince 2004 byl uznán zázrak na její přímluvu, potřebný pro její blahořečení.
Blahořečena pak byla dne 13. listopadu 2005 v bazilice sv. Petra. Obřadu předsedal jménem papeže Benedikta XVI. kardinál José Saraiva Martins.
Její památka je připomínána 4. července. Bývá zobrazována v řeholním oděvu.